# Cerophysa vitiensis
Cerophysa vitiensis es un coleóptero de la familia Chrysomelidae.
Fue descrita científicamente en 1941 por Bryant.